# Старший Фершо (фільм, 1963)
Старший Фершо (фр. L'Aîné des Ferchaux) — французька кінодрама 1963 року, знятий Жаном-П'єром Мельвілем, з Жаном-Полем Бельмондо у головній ролі.

## Сюжет
Екранізація роману Жоржа Сіменона. Магната Поля Фершо, який має намір побудувати греблю в африканській країні Тагалі, підставляють конкуренти. Прокурор Мірей Босон давно мріє засадити Фершо за хабарі та нечесне ведення справ, але починає з його молодшого брата Жиля. Фершо змушений тікати до Африки разом зі своїм новим водієм та секретарем Майком Моде.

## У ролях
- Жан-Поль Бельмондо — Мішель Моде
- Шарль Ванель — Дьєдонн Фершо
- Жеррі Менго — другорядна роль
- Мішель Мерсьє — Лу
- Стефанія Сандреллі — другорядна роль
- Джинджер Холл — другорядна роль
- Барбара Соммерс — другорядна роль
- Тодд Мартін — Джефф
- Андре Серте — другорядна роль
- Андрекс — другорядна роль
- Жак-Франсуа Зеллер — другорядна роль
- Моріс Озель — другорядна роль
- Андрес — другорядна роль
- П'єр Лепру — другорядна роль
- Домінік Зарди — другорядна роль
- Юг Ваннер — другорядна роль
- Поль Сорез — другорядна роль
- Шарль Байяр — другорядна роль

## Знімальна група
- Режисер — Жан-П'єр Мельвіль
- Сценарист — Жан-П'єр Мельвіль
- Оператор — Анрі Деке
- Композитор — Жорж Дельрю
- Художник — Даніель Гере